# Championnats d'Europe de judo 1958
Navigation
Édition précédente Édition suivante
La 7e édition des championnats d'Europe de judo, s'est déroulée le 11 novembre 1958 à Barcelone, en Espagne.

## Résultats

### Individuels
| Épreuves                         | Or                    | Argent                | Bronze                                         |
| -------------------------------- | --------------------- | --------------------- | ---------------------------------------------- |
| 1er dan                          | Michel Bourgoin (FRA) | Marcel Nottola (FRA)  | Jan Van Ierland (NED) Jo Dirks (NED)           |
| 2e dan                           | John Newman (GBR)     | Franz Sinek (FRG)     | Alan Petherbridge (GBR) Enrique Aparicio (ESP) |
| 3e dan                           | Robert Dazzi (FRA)    | Douglas Young (GBR)   | Roland Burger (FRA) Daniel Outelet (BEL)       |
| 4e dan                           | Anton Geesink (NED)   | Bernard Pariset (FRA) | Robert Picard (FRA) Denis Bloss (GBR)          |
| Poids légers - 68 kg             | Jan De Waal (NED)     | Jacques Pujol (FRA)   | Guy Lample (FRA) Johann Goor (FRG)             |
| Poids moyens - 80 kg             | Walter Gauss (AUT)    | Marcel Nottola (FRA)  | Tony Wagenaar (NED) Hein Essink (NED)          |
| Poids lourds + 80 kg             | Henri Courtine (FRA)  | Robert Dazzi (FRA)    | Eizaguirre Gomez (ESP) Enrique Aparicio (ESP)  |
| Toutes catégories catégorie Open | Anton Geesink (NED)   | Bernard Pariset (FRA) | Jan Van Ierland (NED) José Pons (ESP)          |

### Par équipes
| Épreuve     | Or                                                                                 | Argent                                                                       | Bronze |
| ----------- | ---------------------------------------------------------------------------------- | ---------------------------------------------------------------------------- | --- |
| Par équipes | Royaume-Uni Denis Bloss John Newman Charles Palmer Alan Petherbridge Douglas Young | Pays-Bas Jan Anraad Hein Essink Theo van Ierland Anton Geesink Tony Wagenaar | Allemagne de l'Ouest Heinrich Metzler Manfred Mühl Franz Sineck Werner Steinbeck Alfred Träder) Italie Mario Giuliani Leonardo Limongelli Giuseppe Loffredo Romano Polverari Adriano Saja |

## Tableau des médailles
Les médailles obtenues dans la compétition par équipes ne sont pas comptabilisées dans le tableau de médailles.
| Rang  | Nation               | Or | Argent | Bronze | Total |
| ----- | -------------------- | -- | ------ | ------ | ----- |
| 1     | France               | 3  | 6      | 3      | 12    |
| 2     | Pays-Bas             | 3  | 0      | 5      | 8     |
| 3     | Royaume-Uni          | 1  | 1      | 2      | 4     |
| 4     | Autriche             | 1  | 0      | 0      | 1     |
| 5     | Allemagne de l'Ouest | 0  | 1      | 1      | 2     |
| 6     | Espagne              | 0  | 0      | 4      | 4     |
| 7     | Belgique             | 0  | 0      | 1      | 1     |
| Total | Total                | 8  | 8      | 16     | 32    |

## Sources
- Podiums complets sur le site JudoInside.com.

- Epreuve par équipes sur le site allemand sport-komplett.de.